# Mikel San José
Mikel San José Domínguez (Villava, 30 de mayo de 1989), conocido deportivamente como San José, es un exfutbolista español que ocupaba la demarcación de defensa central o centrocampista.
El 16 de septiembre de 2013, fue el autor del primer gol del Athletic Club en el nuevo Estadio de San Mamés.

## Trayectoria

### Primeros años
Nació en Villava San José se formó en las categorías inferiores del U. D. C Chantrea navarro y en el C. D. Ardoi, club convenido, hasta los dieciséis años que se incorporó al Athletic Club. En 2007, cuando jugaba en el equipo juvenil entrenado por Julen Guerrero, aceptó una oferta del Liverpool F. C. a cambio de 400 000 euros para el club vasco y 120 000 euros para el jugador en tres temporadas.

### Liverpool F.C.
Llegó directamente al equipo de reservas, donde hizo una campaña muy prometedora: jugó la mayoría de los encuentros como titular, siendo campeón de la Liga de Reservas. Como reconocimiento, participó en una veintena de entrenamientos con el primer equipo y fue convocado, en el mes de febrero de 2008, a un partido de Premier League frente al Chelsea F. C. en Stamford Bridge.

### Athletic Club
Tras un primer intento fallido en enero de 2009, en el cual el Liverpool solo ofrecía al jugador hasta final de temporada, acordó una cesión con opción de compra de 3 millones de euros. El Athletic consiguió así la cesión del jugador, y el 14 de agosto de 2009 la hizo oficial.
Los primeros meses en el Athletic los pasó en un segundo plano, debido a que el entrenador, Joaquín Caparrós, continuó alineando la misma defensa del año anterior ante los buenos resultados que esta estaba dando y solo jugó los minutos finales de dos partidos. No fue hasta el 3 de diciembre de 2009, cuando el navarro tuvo su oportunidad. Tanto el defensa titular Aitor Ocio, como su recambio Ustaritz se lesionaron y esto propició el debut como titular de Mikel San José, en un partido de la Liga Europa de la UEFA frente al Austria de Viena, en el que el Athletic se jugaba cerrar su clasificación matemática para la siguiente ronda. No solo realizó su debut, sino que además marcó su primer gol: un remate de volea que golpeó en el larguero para posteriormente colarse dentro de la portería dando un bote en el suelo antes de tocar la red. Tal fue la impresión que dejó en este partido, que a partir de entonces se hizo con la titularidad para el resto de la temporada. Su primer partido como titular en Liga fue, el 6 de diciembre de 2009, frente al Valencia C. F. en San Mamés. Solo un mes después, en enero de 2010, el Athletic confirmó al Liverpool F. C. que ejecutaría la opción de compra sobre el jugador. La decisión del club inglés de no renovar a Rafa Benítez facilitó, en gran medida, que el Liverpool no opusiera demasiada resistencia en las negociaciones para intentar retener al jugador, ya que el principal interesado en que San José regresara al Liverpool era el propio entrenador. Después de varios meses de negociaciones y esfuerzos por parte del Athletic de abaratar los costes, el 19 de mayo de 2010 el Athletic Club hizo oficial el fichaje por cinco temporadas, a cambio de 2 700 000 euros y con una cláusula de rescisión de 30 millones. Para el final de la temporada 2009-10, ya se había consolidado como el compañero de Fernando Amorebieta en la zaga del Athletic Club. El 5 de diciembre de 2010, en su primer derbi vasco, contra la Real Sociedad, San José cometió un penalti que resultó en el primer gol y anotó el segundo en su propia portería en el comienzo de la segunda mitad, para el 2-0 final en Anoeta. En la temporada 2010-11, además de seguir siendo titular, fue uno de los lanzadores de penaltis llegando a anotar dos goles de esa manera.
En la temporada 2011-12 alcanzó las finales de la Copa del Rey y de la Liga Europa de la UEFA, aunque no disputó ninguna de ellas. Esta temporada con Marcelo Bielsa, no formaba parte del once teórico titular, aunque disputó 38 partidos alternando titularidades y suplencias. La campaña 2012-13 acabó con seis goles en todas las competiciones, cinco goles en la liga, en la que terminaron 12.º, y en la que, con frecuencia, fue utilizado como un centrocampista defensivo por Marcelo Bielsa. San José volvió a recuperar la titularidad a partir de diciembre de 2012.
En la temporada 2013-14 con el cambio de entrenador (Ernesto Valverde) y, como le ocurrió en la temporada 2011-12, perdió la titularidad, aunque llegó a disputar 30 partidos casi todos de titular aprovechando diversas lesiones en la defensa como la de Carlos Gurpegui. Aun así, anotó el primer gol para el Athletic Club en el nuevo estadio de San Mamés (segundo tras Charles), el 16 de septiembre de 2013, en un rechace con un remate con la pierna izquierda en la victoria por 3-2 sobre el R. C. Celta de Vigo. La temporada 2014-2015 supuso un cambio radical, ya que además de debutar en la selección, se afianzó en el doble pivote del centro del campo junto a Beñat. A nivel personal anotó 8 goles, de los cuales 2 fueron en la fase de grupos de la Liga de Campeones. Cabe destacar el gol que anotó al Shakhtar Donetsk, que supuso la primera victoria del Athletic en Liga de Campeones a domicilio y el gol que anotó ante el Elche en la jornada 37 (2-3) para empatar a 2-2 en el minuto 87, con una espectacular volea desde fuera del área. Perdió la final de la Copa del Rey de fútbol 2014-15 frente al Barcelona donde fue titular, pero a la temporada siguiente se vengó al ganar la Supercopa de España 2015 donde anotó un gol desde 47 metros al ver adelantado a Marc André ter Stegen, que supuso el primero de los cuatro goles. Con su gol en la Supercopa, consiguió un registro histórico –solo igualado por Aritz Aduriz en el club– al conseguir marcar en cinco competiciones diferentes con el club bilbaíno. En la temporada 2015-16 batió su récord de partidos disputados, con 51, casi todos como titular. Además, fue capitán por primera vez y fue convocado para la Eurocopa 2016. El 19 de diciembre de 2016, día del fallecimiento de Fidel Uriarte, marcó el gol de la victoria en el minuto 92:22 con una volea desde fuera del área ante el Celta de Vigo (2-1). El 12 de marzo de 2017 disputó su partido n.º 300 como jugador rojiblanco en la victoria por 0-2 ante la Real Sociedad.
En la temporada 2017-18 pasó dos meses sin jugar entre mediados de diciembre y mediados de febrero. El 25 de febrero marcó su primer gol de la temporada en la victoria ante el Málaga C. F.  por 2-1. El 28 de abril de 2018 marcó dos goles en propia portería en el derbi ante Real Sociedad.
El 29 de junio de 2020 anunció, en un comunicado, que permanecería en el club rojiblanco hasta el término de la temporada, a pesar de que el club había decidido no renovar su contrato ni el de su compañero Beñat que expiraba el día 30.

### Birmingham City FC
El 21 de septiembre de 2020 se hizo oficial su fichaje por el Birmingham City, que dirigía Aitor Karanka. Al término de la temporada rescindió el año de contrato que restaba, después de haber disputado casi una treintena de partidos.

### SD Amorebieta
El 8 de julio de 2021 se hizo oficial su fichaje por la SD Amorebieta de la Segunda División.

## Selección nacional
Ha sido internacional con la Selección de fútbol de España en las categorías inferiores, tanto en la sub-19 como en la sub-21, proclamándose campeón de Europa en ambas categorías.
El 29 de agosto del 2014 llegó su primera convocatoria con la absoluta, para disputar dos partidos: un amistoso contra Francia en París, y el primero de la fase de clasificación para la Eurocopa 2016 ante Macedonia en el estadio Ciudad de Valencia. Volvió a acudir a la selección en los meses de marzo y junio, donde jugó dos partidos ante Holanda y Costa Rica. En octubre repitió convocatoria para jugar contra Ucrania donde marcó gol, pero fue anulado por fuera de juego de un compañero. El 18 de marzo de 2016 fue convocado por Vicente del Bosque para disputar dos partidos amistosos en ese mismo mes ante Italia y Rumanía, jugando el primero de ellos. El 17 de mayo fue convocado para disputar la Eurocopa 2016, aunque no disputó ningún partido.

### Participaciones en torneos internacionales
| Torneo                     | Sede    | Resultado        |
| -------------------------- | ------- | ---------------- |
| Eurocopa de fútbol de 2016 | Francia | Octavos de final |

## Clubes
| Club                         | Liga                       | País       | Año       |
| ---------------------------- | -------------------------- | ---------- | --------- |
| Athletic Club Juvenil        | Liga Nacional Juvenil      | España     | 2005-2007 |
| Academia del Liverpool F. C. | Premier League de Reservas | Inglaterra | 2007-2009 |
| Athletic Club                | Primera División de España | España     | 2009-2020 |
| Birmingham City              | EFL Championship           | Inglaterra | 2020-2021 |
| SD Amorebieta                | Segunda División de España | España     | 2021-2022 |

## Estadísticas
Actualizado: 8 de julio de 2021
| Athletic Club | 2009-10       | 1.ª           | 25  | 1  | -  | - | 5  | 2 | 30  | 3  |
| Athletic Club | 2010-11       | 1.ª           | 31  | 2  | 3  | 0 | -  | - | 34  | 2  |
| Athletic Club | 2011-12       | 1.ª           | 24  | 2  | 6  | 1 | 8  | 0 | 38  | 3  |
| Athletic Club | 2012-13       | 1.ª           | 34  | 5  | 2  | 0 | 4  | 1 | 40  | 6  |
| Athletic Club | 2013-14       | 1.ª           | 25  | 5  | 5  | 0 | -  | - | 30  | 5  |
| Athletic Club | 2014-15       | 1.ª           | 28  | 5  | 6  | 1 | 9  | 2 | 43  | 8  |
| Athletic Club | 2015-16       | 1.ª           | 34  | 2  | 7  | 1 | 10 | 1 | 51  | 4  |
| Athletic Club | 2016-17       | 1.ª           | 35  | 4  | 3  | 0 | 6  | 0 | 44  | 4  |
| Athletic Club | 2017-18       | 1.ª           | 26  | 1  | 1  | 0 | 11 | 0 | 38  | 1  |
| Athletic Club | 2018-19       | 1.ª           | 33  | 0  | 4  | 1 | -  | - | 37  | 1  |
| Athletic Club | 2019-20       | 1.ª           | 9   | 0  | 3  | 0 | -  | - | 12  | 0  |
| Birmingham City | 2020-21       | 2.ª           | 27  | 0  | 1  | 0 | -  | - | 28  | 0  |
| Total carrera | Total carrera | Total carrera | 331 | 27 | 41 | 4 | 53 | 6 | 425 | 37 |
| (1) La copa nacional se refiere a la Copa del Rey y la Supercopa de España. (2) La copa internacional se refiere a la Liga Europa, la Liga de Campeones y la Supercopa de Europa. |               |               |     |    |    |   |    |   |     |    |

## Palmarés

### Clubes

#### Campeonatos nacionales
| Título              | Podio      | País   | Club          | Año  |
| ------------------- | ---------- | ------ | ------------- | ---- |
| Copa del Rey        | Subcampeón | España | Athletic Club | 2012 |
| Copa del Rey        | Subcampeón | España | Athletic Club | 2015 |
| Supercopa de España | Campeón    | España | Athletic Club | 2015 |

#### Campeonatos internacionales
| Título                 | Podio      | Sede              | Club          | Año  |
| ---------------------- | ---------- | ----------------- | ------------- | ---- |
| Liga Europa de la UEFA | Subcampeón | Bucarest, Rumanía | Athletic Club | 2012 |

### Selección española de Fútbol
| Título          | Podio   | Sede      | Club             | Año  |
| --------------- | ------- | --------- | ---------------- | ---- |
| Eurocopa Sub-19 | Campeón | Austria   | Selección Sub-19 | 2007 |
| Eurocopa Sub-21 | Campeón | Dinamarca | Selección Sub-21 | 2011 |

## Reconocimientos
| Distinción                                         | Año  |
| -------------------------------------------------- | ---- |
| Seleccionado en el Once de Plata del Fútbol Draft. | 2008 |
| Seleccionado en el Once de Plata del Fútbol Draft. | 2009 |
| Seleccionado en el Once de Oro del Fútbol Draft.   | 2010 |